# Барза (Хунедоара)
Барза (рум. Barza) — село у повіті Хунедоара в Румунії. Входить до складу комуни Крішчор.
Село розташоване на відстані 315 км на північний захід від Бухареста, 27 км на північ від Деви, 92 км на південний захід від Клуж-Напоки, 132 км на схід від Тімішоари.

## Населення
За даними перепису населення 2002 року у селі проживали 202 особи, з них 201 особа (99,5%) румунів. Усі жителі села рідною мовою назвали румунську.